# Raai Laxmi
Lakshmi Rai, acreditada profesionalmente como Raai Laxmi, es una actriz y modelo india que trabaja predominantemente en los idiomas Tamil, malayalam, Telugu, kannada e hindi.

## Primeros años de vida
Raai Laxmi nació en Bangalore, Karnataka de Ram Rai y Manjula Rai y su familia se mudó a Belgaum. Pertenece a la comunidad Saurashtrian Kutchi.

## Filmografía

### Películas
| Año  | Título                             | Rol(es)                               | Idioma    | Notas                                                   | Árbitro.         |
| ---- | ---------------------------------- | ------------------------------------- | --------- | ------------------------------------------------------- | ---------------- |
| 2005 | Karka Kasadara                     | Anjali                                | Tamil     | debut tamil                                             | [ 7 ]            |
| 2005 | Kanchanamala Cable TV              | Sireesha / Kanchanamala               | Telugu    | Telugu debut                                            | [ 8 ]            |
| 2005 | Kundakka Mandakka                  | Roopa                                 | Tamil     |                                                         | [ 9 ]            |
| 2005 | Valmiki                            | Lakshmi Deshpande                     | Kannada   | Debut en kannada                                        |                  |
| 2006 | Neeku Naaku                        | Saranya                               | Telugu    |                                                         | [ 10 ]           |
| 2006 | Dharmapuri                         | Valarmathy                            | Tamil     |                                                         | [ 11 ]           |
| 2007 | Nenjai Thodu                       | Aishwarya                             | Tamil     |                                                         | [ 7 ]            |
| 2007 | Rock n' Roll                       | Daya Sreenivas                        | Malayalam | Debut en malayalam                                      | [ 12 ]           |
| 2007 | Snehana Preethina                  | Lakshmi                               | Kannada   |                                                         | [ 13 ]           |
| 2008 | Velli Thirai                       | Sí misma                              | Tamil     | Cameo                                                   | [ 14 ]           |
| 2008 | Annan Thampi                       | Thenmozhi                             | Malayalam |                                                         | [ 15 ]           |
| 2008 | Minchina Ota                       | Lakshmi                               | Kannada   |                                                         | [ 16 ]           |
| 2008 | Parunthu                           | Rakhi                                 | Malayalam |                                                         | [ 17 ]           |
| 2008 | Ragasiya Snehithane                | Jennifer                              | Tamil     |                                                         | [ 18 ]           |
| 2008 | Dhaam Dhoom                        | Aarthi Chinappa                       | Tamil     |                                                         | [ 19 ]           |
| 2009 | 2 Harihar Nagar                    | Maya / Christina Honai / Serina       | Malayalam |                                                         | [ 20 ]           |
| 2009 | Muthirai                           | Kavya                                 | Tamil     |                                                         | [ 21 ]           |
| 2009 | Vaamanan                           | Pooja                                 | Tamil     |                                                         | [ 22 ]           |
| 2009 | Naan Avanillai 2                   | Deepa                                 | Tamil     |                                                         | [ 23 ]           |
| 2009 | Oru Kadhalan Oru Kadhali           | Charanya                              | Tamil     |                                                         | [ 24 ]           |
| 2009 | Chattambinadu                      | Gouri                                 | Malayalam |                                                         | [ 25 ]           |
| 2009 | Ividam Swargamanu                  | Adv. Sunitha                          | Malayalam |                                                         | [ 26 ]           |
| 2010 | In Ghost House Inn                 | Serina                                | Malayalam | Aparición especial en la canción "Ole Ole"              | [ 27 ]           |
| 2010 | Irumbukkottai Murattu Singam       | Pakki                                 | Tamil     |                                                         | [ 28 ]           |
| 2010 | Pen Singam                         | Sí misma                              | Tamil     | Special appearance in the song "Adi Aadi Asaiyum Edupu" | [cita requerida] |
| 2011 | Christian Brothers                 | Sofia                                 | Malayalam |                                                         | [ 29 ]           |
| 2011 | Kanchana                           | Priya                                 | Tamil     |                                                         | [ 30 ]           |
| 2011 | Mankatha                           | Sona                                  | Tamil     |                                                         | [ 31 ]           |
| 2011 | Oru Marubhoomikkadha               | Meenakshy Thampuran, Manasi Thampuran | Malayalam | Doble papel                                             | [ 32 ]           |
| 2012 | Casanovva                          | Hana                                  | Malayalam |                                                         | [ 33 ]           |
| 2012 | Mayamohini                         | Maya / Katrina                        | Malayalam |                                                         | [ 34 ]           |
| 2012 | Adhinayakudu                       | Deepthi                               | Telugu    |                                                         | [ 35 ]           |
| 2012 | Kalpana                            | Priya                                 | Kannada   |                                                         | [ 36 ]           |
| 2012 | Thaandavam                         | Geetha                                | Tamil     |                                                         | [ 37 ]           |
| 2013 | Attahasa                           | Vijetha Vasisht                       | Kannada   | Aparición especial                                      | [ 38 ]           |
| 2013 | Onbadhule Guru                     | Sanjana                               | Tamil     |                                                         | [ 39 ]           |
| 2013 | Aaru Sundarimaarude Katha          | Fouzia Hassan IPS                     | Malayalam |                                                         | [ 40 ]           |
| 2013 | Balupu                             | Herself                               | Telugu    | Aparición especial en la canción "Lucky Lucky Rai".     | [ 41 ]           |
| 2014 | Irumbu Kuthirai                    | Christina                             | Tamil     |                                                         | [ 42 ]           |
| 2014 | RajadhiRaja                        | Radha                                 | Malayalam |                                                         | [ 43 ]           |
| 2014 | Aranmanai                          | Maya                                  | Tamil     |                                                         | [ 44 ]           |
| 2016 | Bangalore Naatkal                  | Lakshmi                               | Tamil     |                                                         | [ 45 ]           |
| 2016 | Sowkarpettai                       | Maya                                  | Tamil     |                                                         | [cita requerida] |
| 2016 | Sardaar Gabbar Singh               | Herself                               | Telugu    | Special appearance in the song "Tauba Tauba"            | [ 46 ]           |
| 2016 | Akira                              | Maya                                  | Hindi     | Hindi debut                                             | [ 47 ]           |
| 2017 | Khaidi No. 150                     | Sí misma                              | Telugu    | Special appearance in the song "Ratthaalu"              | [ 48 ]           |
| 2017 | Motta Shiva Ketta Shiva            | Herself                               | Tamil     | Aparición especial en la canción "Hara Hara Mahadevaki" | [ 49 ]           |
| 2017 | Julie 2                            | Julie                                 | Hindi     |                                                         | [ 50 ]           |
| 2018 | Oru Kuttanadan Blog                | Sreejaya                              | Malayalam |                                                         | [ 51 ]           |
| 2019 | Where Is the Venkatalakshmi        | Venkatalakshmi                        | Telugu    |                                                         | [ 52 ]           |
| 2019 | Neeya 2                            | Malar / Nagaraani                     | Tamil     |                                                         | [ 53 ]           |
| 2019 | Officer Arjun Singh IPS Batch 2000 | Durga Dayal Singh                     | Hindi     |                                                         | [ 54 ]           |
| 2021 | Mirugaa                            | Lakshmi                               | Tamil     |                                                         | [ 55 ] [ 56 ]    |
| 2021 | Jhansi I.P.S                       | Jhansi I.P.S                          | Kannada   |                                                         | [ 57 ]           |
| 2021 | Cinderella                         | Thulasi / Akira                       | Tamil     | Dual role                                               | [ 58 ] [ 59 ]    |
| 2022 | The Legend                         | Sí misma                              | Tamil     | Aparición especial en la canción "Vaadi Vaasal"         | [ 60 ]           |
| 2023 | Bholaa                             | Sí misma                              | Hindi     | Aparición especial en la canción "Paan Dukaniya"        |                  |
| 2023 | DNA                                | Rachel Punnoose IPS                   | Malayalam | Rodaje                                                  |                  |

### Televisión

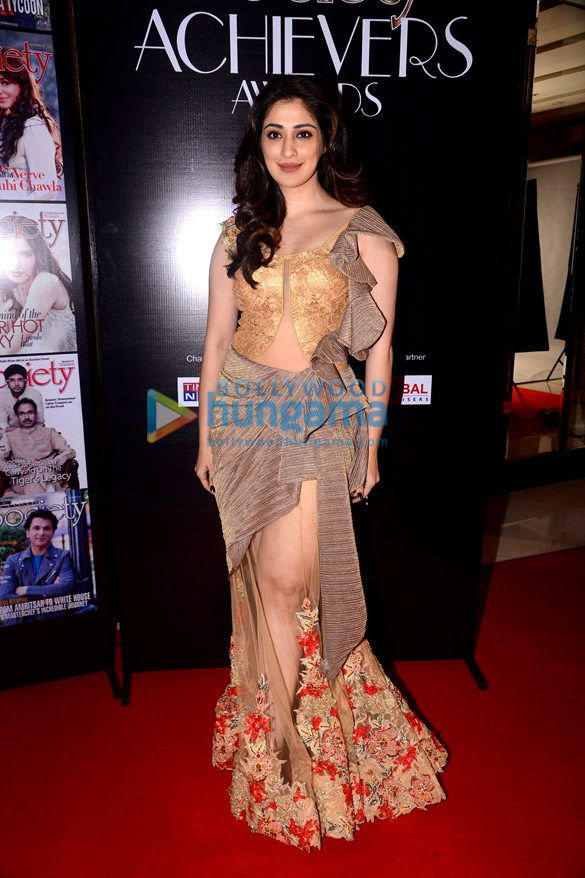
Raai at the Society Achievers Awards in 2018

| Año  | Título                      | Role        | Idioma    | Canal      | Notas        |
| ---- | --------------------------- | ----------- | --------- | ---------- | ------------ |
| 2009 | Anu Alavum Baiyamillai 2    | Anfitrión   | Tamil     | Vijay TV   | Reality show |
| 2015 | Star Challenge              | Concursante | Malayalam | Flowers TV | Reality show |
| 2020 | Poison 2                    | Sara        | Hindi     | ZEE5       | serie web    |
| 2020 | Bigg Boss (Telugu season 4) | Guest       | Telugu    | Star Maa   | Reality show |
| 2021 | Comedy Stars Season 3       | Juez famoso | Malayalam | Asianet    | Reality show |

## Premios y nominaciones
| Año  | Otorgar                                 | Categoría                                   | Película          | Resultado | Árbitro. |
| ---- | --------------------------------------- | ------------------------------------------- | ----------------- | --------- | -------- |
| 2009 | Asianet Film Awards                     | Actriz más popular                          | Evidam Swargamanu |           | [ 61 ]   |
| 2009 | Filmfare Awards South                   | Mejor actriz de reparto - malayalam         | Evidam Swargamanu |           | [ 62 ]   |
| 2011 | Filmfare Awards South                   | Mejor actriz de reparto - Tamil             | Mankatha          |           | [ 62 ]   |
| 2012 | South Indian International Movie Awards | Estrella elegante del cine del sur de India | –                 |           | [ 63 ]   |